# حسین‌قلی‌خان ایلخانی
حسینقلی‌خان ایلخانی (زاده ۱۲۰۰ منطقه بختیاری – درگذشته ۲۴ خرداد ۱۲۶۱ اصفهان) از رجال دوره قاجار و از خوانین بختیاری بود، که به‌عنوان مقتدرترین ایلخان در تاریخ ایل بختیاری شناخته می‌شود. وی از ۱۲۳۹ تا ۱۲۴۶ تحت عنوان ناظم بختیاری فعالیت نمود و در فاصله سالهای ۱۲۴۶ تا ۱۲۶۱ ایلخانی بختیاری را برعهده داشت. حسینقلی‌خان پدر علیقلی‌خان سردار اسعد (از رهبران انقلاب مشروطه)، صمصام‌السلطنه (رئیس‌الوزرای ایران در دورهٔ قاجار) اسفندیارخان و بی‌بی مریم بختیاری بود، همچنین جعفرقلی‌خان بختیاری (وزیر جنگ رضاشاه)، شاپور بختیار و ثریا اسفندیاری نیز از نوادگان او محسوب می‌شوند.

## کودکی و نوجوانی
حسین‌قلی‌خان، فرزند جعفرقلی‌خان دورکی و بی‌بی شاه‌پسند (دختر علی‌صالح آل‌جمالی) بود، که در سال ۱۲۰۰ در منطقه بختیاری زاده شد. پدرش جعفرقلی‌خان دورکی، یکی از ۲ خان قدرتمند زمان خود در ایل بختیاری بود، که در سال ۱۲۱۶ هنگامی که حسینقلی‌خان ۱۶ سال داشت، در نزاع میان طوایف بختیاری و در خلال جنگ منار، توسط افراد اسدخان بختیاروند کشته شد.
به همین جهت، او و برادرانش؛ امام‌قلی‌خان، رضاقلی‌خان و مصطفی‌قلی‌خان، دوران کودکی و نوجوانی را تحت سرپرستی عمویشان؛ کلبعلی‌خان دورکی سپری کردند. اما مدت زمان زیادی نگذشت که میان آن‌ها و عمویشان بر سر تقسیم قدرت و املاک، اختلاف ایجاد شد.

## جنگ با کلبعلی‌خان
در پی اختلافات به وجود آمده، میان آن‌ها انشعاب پیش‌آمد و حسینقلی خان به همراه برادران و تعدادی از بستگان و خانواده، از عمویش جدا شدند. در طول سال‌های بعد، چندین جنگ خونین میان حسین‌قلی‌خان و برادرانش از یک سوی و کلبعلی‌خان و دامادش، آعلیداد خدرسرخ (که از پهلوانان و سرداران بختیاری در زمان خود بشمار می‌آمد) از سوی دیگر، به وجود آمد.
در نزاع‌های اول و جنگ‌های نخست، پیروزی از آن کلبعلی‌خان بود، که در پی اتحاد با جعفرقلی‌خان بهداروند (پسر اسدخان بختیاروند که از خوانین قدرتمند آن دوره و رئیس ایل بختیاروند بود) توان جنگی خود را بیشتر کرده بود، ولی در نهایت این حسینقلی‌خان جوان بود، که بر رقیبان خویش چیره گشت.

## نایب‌الحکومه بختیاری
حسینقلی‌خان با سیاست و دوراندیشی، خود را به معتمدالدوله ارمنی؛ حاکم وقت اصفهان نزدیک کرد و توانست در سال ۱۲۲۵ و در سن ۲۴ سالگی، حکومت منطقه بختیاری را به اسم یکی از عموهای خود به نام؛ مهدی‌قلی‌خان دورکی بگیرد، ولی در این دوره خود در عمل، اداره امور ایل بختیاری را برعهده داشت و از آن پس، نایب‌الحکومه بختیاری گردید.

### محمدتقی‌خان بختیاری
حسین‌قلی‌خان در جایگاه نایب‌الحکومه بختیاری، از حکومت مرکزی برای سرکوبی رقیبان خود بهره جست و پله‌های ترقی و پیشرفت در ساختار قدرت را با کنار زدن رقبا طی نمود. از دیر باز و مقارن با سلطنت شاه عباس صفوی، در راستای مالیات‌دهی به حکومت مرکزی، منطقه بختیاری به دو بخش اصلی چهارلنگ و هفت‌لنگ تفکیک شده بود، که در ادوار مختلف، در راستای برقراری نظم و جمع‌آوری مالیات‌های دولت مرکزی، هر یک از دو بخش، بعضأ توسط ۴ یا ۵ خان قدرتمند اداره می‌شد. در این دوره نیز که مقارن با اوایل سلطنت قاجار بود، طوایف هفت‌لنگ بختیاری به ۳ بخش اصلی تقسیم شده بودند و توسط حسین‌قلی‌خان، جعفرقلی‌خان بهداروند و موسی‌خان بابادی اداره می‌شدند، از سوی دیگر، طوایف چهارلنگ تحت کنترل خواجه عباس‌خان باجول موگویی و محمدتقی خان بختیاری قرار داشت، که سالیان متمادی از مالیات‌دهی به دولت مرکزی امتناع می‌ورزیند.
در این گذار حسین‌قلی‌خان جوان که از منازعات خوانین چهارلنگ با دولت مرکزی آگاه بود، پس از کشته شدن خواجه عباس خان باجول موگویی به دست معتمد الدوله؛ حاکم وقت اصفهان، به نمایندگان دولت در دستگیری محمد تقی خان بختیاری کمک نمود و پس از کنار زدن خان قدرتمند طایفه کیان ارثی، توانست بعضی از طوایف زیرمجموعه چهارلنگ را نیز تحت انقیاد خود درآورد.

### موسی‌خان بابادی
پس از کنار زدن محمدتقی‌خان و تسلط حسین‌قلی‌خان بر اکثریت طوایف شاخه چهارلنگ، وی بر آن شد که طایفه بابادی را نیز با خود همراه سازد و با استفاده از نفوذی که در حکومت مرکزی با دستگیری محمدتقی‌خان کسب کرده بود، توانست حکم بازداشت خان سالخوردهٔ طایفه بابادی را، تحت عنوان؛ یاغی‌گری و دستبرد به اموال دولتی، از حکومت مرکزی دریافت نماید. سپس با دستگیری موسی‌خان بابادی و تحویل او به دربار قاجار (که به گردن زدن وی انجامید) بر طایفه بابادی و به شاخه هفت‌لنگ نیز استیلا پیدا کرد.

## ناظم بختیاری
سرکوبی شورشیان و مخالفان حکومت مرکزی، ایجاد امنیت و ثبات در منطقه بختیاری، شرکت در جنگ ایران و انگلیس؛ به حمایت از دولت قاجار در سال ۱۲۳۵ و اقدامات و خدمات دیگر وی، باعث ترقی جایگاهش در دربار قاجار گردید. حسینقلی‌خان در مهرماه ۱۲۳۹ از طرف دربار قاجار، لقب ناظم بختیاری گرفت و تا دی‌ماه سال ۱۲۴۶ تحت این عنوان در منطقه بختیاری حکومت نمود.

## ایلخانی بختیاری
حسین‌قلی‌خان در طول سال‌های بعد در عمل، ایلخانی بختیاری بود، ولی تحت عنوان؛ ناظم بختیاری فعالیت می‌کرد. سرانجام در دی‌ماه ۱۲۴۶ با حمایت و کارسازی مسعود میرزا ظل‌السلطان (پسر ناصرالدین‌شاه) حکم ایلخانی منطقه بختیاری، از جانب ناصر الدین شاه قاجار برای وی صادر گردید. حسینقلی خان از آن پس به مدت ۱۵ سال، در اقتدار کامل بود، تا اینکه در سال ۱۲۶۱ از طرف ظل‌السلطان؛ حاکم وقت اصفهان و ایالات جنوبی ایران، به اصفهان احضار گردید.

## درگذشت
قدرت نظامی و ثروت حسینقلی‌خان و مشارکت وی با ظل‌السلطان در مناطق غربی و جنوبی کشور، اطرافیان ناصرالدین‌شاه را نگران کرده بود، بنابراین حاجی میرزا عبدالغفارخان ملقب به نجم‌الدوله را به‌ظاهر برای برآورد هزینه ساخت آب‌بندی در نزدیکی شهر اهواز، اما در واقع برای گردآوری اطلاعات دربارهٔ میزان ثروت و توان نظامی حسینقلی‌خان، به منطقه بختیاری فرستاد. نجم‌الدوله در گزارش خود به شاه دربارهٔ میزان قدرت ایلخانی در جنوب اشاره کرد.
گزارش نجم‌الدوله، اخبار پیشین که فرهاد میرزا معتمدالدوله؛ حاکم فارس، از ثروت حسین‌قلی‌خان و سپاه سواران زبده بختیاری تحت کنترل وی، همچنین مشارکت او با ظل‌السلطان، برای شاه تهیه کرده بود را تأیید می‌کرد؛ بنابراین ناصرالدین شاه به از میان برداشتن حسینقلی‌خان برانگیخته شد و برای سنجیدن وفاداری ظل‌السلطان، که کماکان حاکم اصفهان بود، دستور داد، که حسینقلی‌خان را به قتل برساند. سرانجام در تاریخ ۲۴ خرداد ۱۲۶۱ ظل السلطان، ایلخانی را به اصفهان فراخواند و حسینقلی‌خان، در مراسم رژه سربازان حکومتی شرکت کرد و در پایان مراسم در مقابل ظل‌السلطان اینگونه اظهار داشت:
یکصد سوار بختیاری، برابر یک هزار از چنین نیرویی هستند.
او پس از پایان مراسم، ایلخانی و دو پسرش؛ اسفندیارخان و علی‌قلی‌خان را برای گفتگو به دارالحکومه برد. پس از جداکردن او از پسرانش و زندانی کردن آنان، دستور قتل ایلخانی را صادر نمود، که بنا به اظهارات علیقلی خان سردار اسعد، وی توسط یک قهوه آمیخته به زهر مسموم شد، سپس روانه زندان گردید، که پس از ۲ روز در زندان درگذشت.

## فرزندان
حسینقلی‌خان در طول حیات، ۱۰ همسر اختیار کرد و حاصل این ازدواج‌ها نیز ۱۸ فرزند بود، که ۱۲ دختر و ۶ پسر را شامل می‌شد. اغلب پسران وی در سال‌های بعد، از رجال شناخته شده زمان خود لقب گرفتند، که شاخص‌ترین آن‌ها نجفقلی‌خان صمصام‌السلطنه؛ ۲ دوره رئیس‌الوزرای ایران و علیقلی خان سردار اسعد؛ از رهبران انقلاب مشروطه، نمایندهٔ مجلس و در دوره‌ای نیز نایب‌الحکومه احمدشاه قاجار بود. نام فرزندان وی به ترتیب، عبارتند از:
1. اسفندیارخان
2. بی‌بی مریم بختیاری
3. نجفقلی‌خان صمصام‌السلطنه
4. علیقلی‌خان سردار اسعد
5. خسروخان سردار ظفر
6. یوسف‌خان امیر مجاهد
7. سمیع‌خان شجاع‌السلطنه

مشهورترین دختر حسینقلی‌خان؛ بی‌بی مریم بود، که بعلت شهامت، سوارکاری و تیراندازی، در خلال فتح تهران در زمان انقلاب مشروطه، در میان مشروطه‌خواهان شناخته شده است. حسینقلی‌خان بر خلاف قصاوت و بی‌رحمی که از خود بروز می‌داد، طبعی حساس داشت و در میان بختیاری‌ها، به سبب شعرهایش به گویش بختیاری معروف بود.